# Douro spirit
O navio Douro Spirit, classificado pelo Instituto Portuário e dos Transportes Marítimos – IPTM, como auxiliar (Maritimo-turístico) Local, foi encomendado pela operador Turístico Douro Azul aos estaleiros navais da Navalria S.A. em Fevereiro de 2010.
Foi colocado a nado em 12 de Fevereiro de 2011 e entregue ao armador no dia 9 de Abril de 2011.
O Douro Spirit é um desenvolvimento do navio anterior – Douro Cruiser e caracteriza-se por, ao contrário deste último, possuir a ponte de comando no tombadilho, ao passo que no anterior navio, esta fazia parte da estrutura na vante do convés superior. No Douro Spirit a vante do convés superior é ocupada por um bar (lounge) totalmente envidraçado.
Devido às limitações de altura total existentes no Rio Douro (7.2 m de altura acima da água), o tecto da ponte de comando do Douro Spirit é retráctil, podendo subir e baixar através de um dispositivo hidráulico.
O Douro Spirit acomoda 130 passageiros em 65 cabines duplas, assistidos por 34 tripulantes. O navio possui piscina aquecida, Spa, ginásio, restaurante e bar (Lounge).
Actualmente realiza cruzeiros com duração de uma semana entre o cais de Gaia e Barca de Alva.